# Jean Rousset
Jean Rousset (* 20. Februar 1910 in Genf; † 14. September 2002 ebenda) war ein Schweizer romanistischer Literaturwissenschaftler.

## Leben und Werk
Rousset studierte zunächst Rechtswissenschaften an der Universität Genf und erwarb 1932 das Lizentiat. Danach studierte er Geisteswissenschaften an derselben Institution. 1938 schloss er sein zweites Studium im Fach Französische Literatur ebenfalls mit dem Lizentiat ab. Seine wichtigsten Lehrer waren Albert Thibaudet und Marcel Raymond. Von 1938 bis 1943 war Rousset Französischlektor an den Universitäten Halle und München und hatte dabei Umgang mit antinazistischen studentischen Widerstandsgruppen. Ab 1944 veröffentlichte er Übersetzungen und Aufsätze in der von Pierre Jean Jouve angeregten und von Pierrette und Pierre Courthion herausgegebenen Zeitschrift Lettres, die der Lyrik gewidmet war, aber sich auch dem Geist der Résistance verpflichtet fühlte. 1946 veröffentlichte er eine Übersetzung des Buches Hitler in uns selbst von Max Picard, das das Aufkommen des Nationalsozialismus in Deutschland zu erklären versucht. Von 1946 bis 1949 war Rousset mit einem Forschungsstipendium in Paris und arbeitete an seiner Dissertation über den Barock. In dieser Zeit erschienen seine Übersetzungen von deutschen Barockdichtern in Buchform. Ab 1949 war er Assistent von Marcel Raymond an der Universität Genf. Er promovierte 1953 mit einer Arbeit, die den kunsthistorischen Begriff des Barocks zur Beschreibung der Literatur des 17. Jahrhunderts legitimierte, und war von 1953 bis 1976  als Kollege von Marcel Raymond und ab 1962 Jean Starobinski Professor für französische Literatur an der Universität Genf. Als Gastprofessor unterrichtete er an den Universitäten Basel und Princeton. 1983 erhielt er den Prix de la Ville de Genève.
Rousset war Mitglied der Académie royale de Belgique, der Accademia Nazionale dei Lincei in Rom, der Società Universitaria per gli Studi di Lingua e Letteratura Francese in Florenz, der Modern Language Association und der Association internationale de littérature comparée.  Er war Ehrendoktor der Universitäten Lausanne, Cluj, Paris (Sorbonne), Venedig und Trient.
Rousset wird zur sogenannten Genfer Schule der Literaturwissenschaft gezählt.

## Werke

### Monographien
- La Littérature de l’âge baroque en France. Circé et le paon. José Corti, Paris 1953 (spanisch: Barcelona 1972; italienisch: Bologna 1985).
- Forme et signification. Essais sur les structures littéraires de Corneille à Claudel. José Corti, Paris 1962 (italienisch Turin 1976).
- L’Intérieur et l’extérieur. Essais sur la poésie et sur le théâtre au 17e siècle. José Corti, Paris 1968.
- Narcisse romancier. Essai sur la première personne dans le roman. José Corti, Paris 1973.
- Le mythe de Don Juan. Armand Colin, Paris 1978 (italienisch Parma 1980).
- Leurs yeux se rencontrèrent. La scène de première vue dans le roman. José Corti, Paris 1981.
- Le lecteur intime. De Balzac au journal. José Corti, Paris 1986.
- Passages, échanges et transpositions. José Corti, Paris 1990.
- Dernier regard sur le baroque. José Corti, Paris 1998.
- L’aventure baroque. Hrsg. von Michel Jeanneret. Zoé, Genf 2006.

### Übersetzungen
- Max Picard: L’homme du néant. La Baconnière, Neuchâtel 1946 (Hitler in uns selbst).
- Andreas Gryphius: Choix de textes. G. L. M., Paris 1947.
- Angelus Silesius: Le voyageur chérubinique & La sainte joie de l’âme. G. L. M., Paris 1949 (Cherubinischer Wandersmann & Heilige Seelen-Lust).
- Alfred Andersch: Les cerises de la liberté. Seuil, Paris 1954 (Die Kirschen der Freiheit). Neu aufgelegt: Actes Sud, Arles 1991.

### Herausgeberschaft
- Jean de La Ceppède, Choix de textes. G. L. M., Paris 1947.
- Pierre de Ronsard, Œuvres choisies. Le Club français du livre, Paris 1948.
- Anthologie de la poésie baroque française, 2 Bde. Armand Colin, Paris 1961.